# Gobierno de Holt
El gobierno de Holt fue el gobierno ejecutivo federal de Australia dirigido por el primer ministro Harold Holt. Estaba formado por miembros de una coalición del Partido Liberal en el Parlamento australiano desde el 26 de enero de 1966 al 19 de diciembre de 1967.

## Fondo
La coalición Partido Liberal de Australia - Partido Nacional de Australia había gobernado en Australia desde 1949 bajo el primer ministro Robert Menzies. Menzies se retiró en enero de 1966 y el Partido Liberal eligió a Harold Holt como líder del partido y se convirtió en primer ministro de Australia.

## Términos en el cargo
Después de ser elegido por el Partido Liberal Parlamentario para servir como líder y primer ministro, Harold Holt lideró la coalición a la victoria en las elecciones federales australianas de noviembre de 1966 contra la oposición del Partido Laborista Australiano liderada por Arthur Calwell. La coalición obtuvo una mayoría sustancial – los liberales obtuvieron 61 escaños y el Partido del Campo 21 – con el Partido Laborista ganando 41 y 1 Independiente en la Cámara de Representantes de Australia (lo que representa la mayor mayoría parlamentaria en 65 años).  Tras las elecciones de 1966, Gough Whitlam reemplazó a Arthur Calwell como líder de la oposición.
Durante su mandato, Holt aumentó el compromiso australiano con la creciente guerra de Vietnam. Su gobierno supervisó la conversión a moneda decimal. Holt afrontó la retirada británica de Asia visitando y hospedando a muchos líderes asiáticos y ampliando los vínculos con Estados Unidos, siendo anfitrión de la primera visita a Australia de un presidente estadounidense, su amigo Lyndon Johnson. El gobierno de Holt introdujo la Ley de Migración de 1966, que desmanteló efectivamente la Política de Australia Blanca y aumentó el acceso a los inmigrantes no europeos, incluidos los refugiados que huían de la guerra de Vietnam. Holt también convocó el referéndum de 1967 que eliminó la cláusula discriminatoria de la Constitución australiana que excluía a los aborígenes australianos de ser contados en el censo – el referéndum fue uno de los pocos que obtuvo el respaldo abrumador del electorado australiano (más del 90% votó "sí"). A finales de 1967, el inicialmente apoyo popular de los liberales a la guerra de Vietnam estaba provocando una creciente protesta pública.

## Muerte de Holt
El 17 de diciembre de 1967, Holt desapareció en medio de un fuerte oleaje mientras nadaba en la playa de Cheviot, cerca de Melbourne, convirtiéndose en el tercer primer ministro australiano en morir en el cargo. No fue declarado oficialmente desaparecido hasta el 19 de diciembre. El líder del Country Party, John McEwen, sirvió como primer ministro del 19 de diciembre de 1967 al 10 de enero de 1968, en espera de la elección de un nuevo líder del Partido Liberal de Australia.  McEwen descartó mantener la coalición si el líder liberal adjunto William McMahon se convertía en primer ministro. John Gorton ganó las elecciones de liderazgo con una pequeña mayoría y renunció al Senado para presentarse a las elecciones a Higgins, el escaño de la Cámara de Representantes que anteriormente ocupaba Harold Holt, que logró el 24 de febrero de 1968. 